# (78071) Vicent
(78071) Vicent – planetoida z pasa głównego planetoid okrążająca Słońce w ciągu 4 lat i 204 dni w średniej odległości 2,75 j.a. Została odkryta 1 czerwca 2002 roku w obserwatorium Pla D´Arguines przez Rafaela Ferrando. Nazwa planetoidy pochodzi od Francescha Vicenta (1450-1512), autora książki o otwarciach szachowych. Przed jej nadaniem planetoida nosiła oznaczenie tymczasowe (78071) 2002 LT6.